# Cattedrale della Trinità (Sergiev Posad)
La cattedrale della Trinità (in russo: Троицкий собор) è una cattedrale ortodossa situata a Sergiev Posad, in Russia. La chiesa, insieme alla cattedrale dell'Assunzione, fa parte del complesso del monastero della Trinità di San Sergio ed è patrimonio dell'umanità dell'UNESCO.

## Storia e descrizione

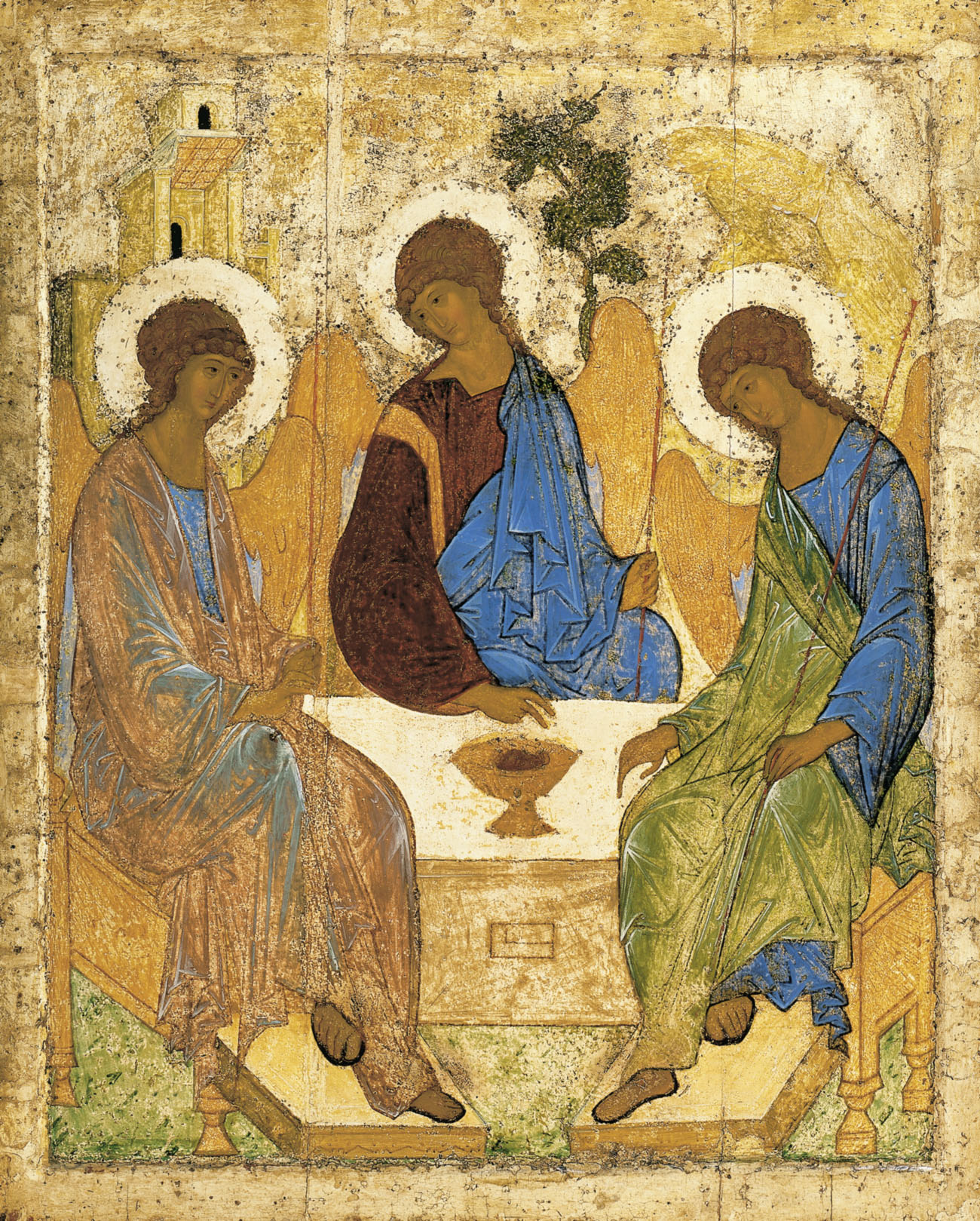
Icona della cattedrale della Trinità

La cattedrale bianca è decorata con frontoni kokošiniki su un triplice fregio ed è il più antico edificio in pietra del monastero. Fu eretta sulla tomba di San Sergio nel 1422, anno della sua canonizzazione. Le spoglie del santo sono racchiuse in una teca all'interno della cattedrale e sono ancora meta di pellegrinaggio.
Il decoro originale all'interno appartiene ai maestri Andrej Rublëv e Daniil Čërnyj. Molti dei loro affreschi sono coperti da altri dipinti. Rimane l'iconostasi, ma l'icona La Trinità (1420) di Rublëv è una copia. L'originale è alla Galleria Tret'jakov, a Mosca. Sempre nell'iconostasi ci sono due icone di Simon Ušakov: La santa Effigie (1674) e Cristo su trono (1684).